# Cabeza de toro colosal del Palacio de las Cien Columnas

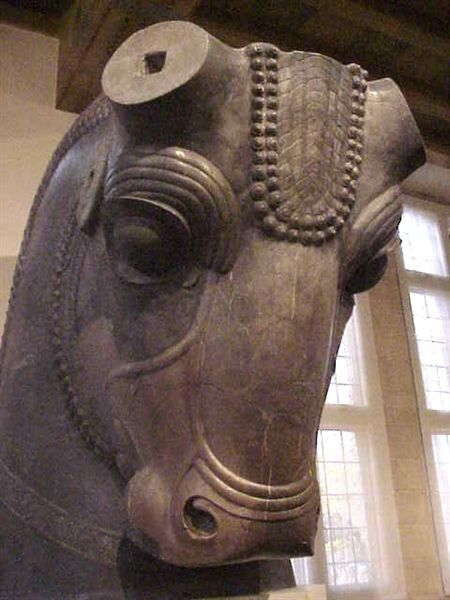
Imagen de la escultura de toro colosal del periodo Aqueménida.

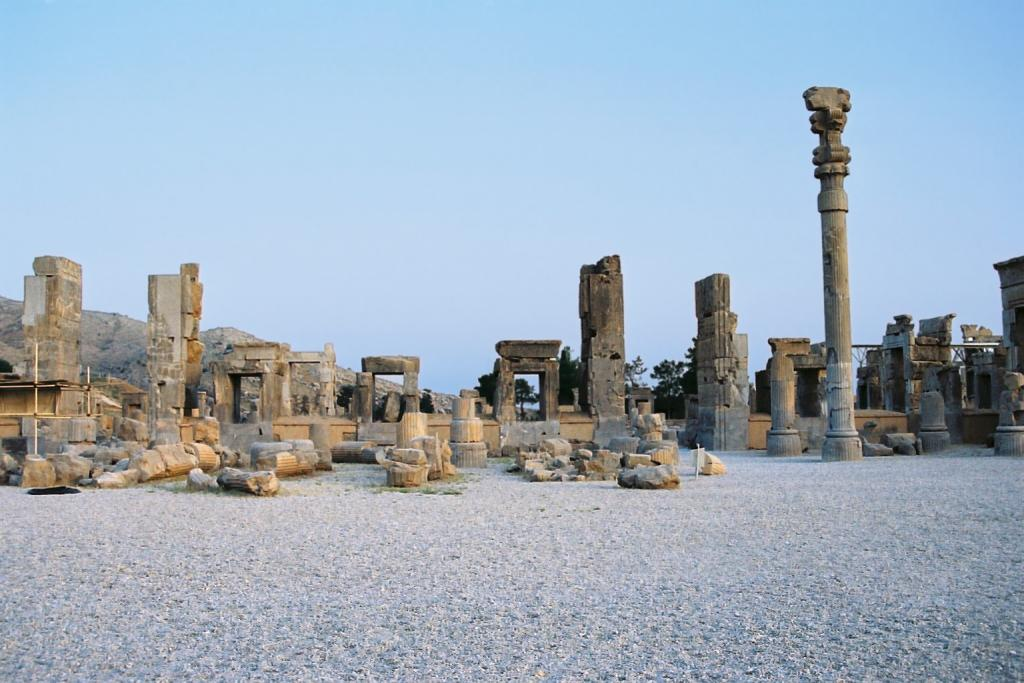
Vista de la cara norte del Palacio de las Cien Columnas, en Persépolis.

La cabeza de toro colosal del Palacio de las Cien Columnas es una escultura que data del año 426 - 424 a. C. que fue esculpida en época del Imperio aqueménida, durante el reinado de Jerjes I (en persa: ] خشایارشاه‎) (circa 519-465 a. C.), rey aqueménida de Persia (486-465 a. C.), hijo de Darío I y de Atosa, hija de Ciro II el Grande. Su nombre Jerjes (también escrito Xerxes) es una transliteración al griego (Ξερξης, "Xerxēs") de su nombre persa tras su ascensión al trono, Jshāyār shāh, que significa "gobernador de héroes". En la Biblia se le menciona como אחשורש (Axashverosh o Ahasuerus transliterado al griego). 
La dinastía Aqueménida fue fundada por Ciro II el Grande, que dominó Persia y gran parte de Mesopotamia desde el año 550 a. C. hasta su caída provocada por la conquista de Alejandrando Magno en el año 331 a. C. 

## Hallazgo
La cabeza de toro colosal fue hallada en 1932 en una campaña de excavaciones llevadas a cabo por parte de miembros del Instituto Oriental de Chicago, en la zona del Palacio de las Cien Columnas, de cuyo pórtico formaba parte junto a otro idéntico y está ubicado en la parte norteña del palacio de las cien columnas y cerca de la puerta inacabada. Tratándose del más grande de los palacios situados en la antigua ciudad de Persépolis, (del griego Περσέπολις, Persépolis, literalmente «la ciudad persa»), en antiguo persa: Pars, en persa moderno: تخت جمشید, Tajt-e Yamshid «el trono de Yamshid», y que fue la capital del Imperio persa durante la época aqueménida. Se encuentra a unos 70 km de la ciudad de Shiraz, provincia de Fars, Irán, cerca del lugar en que el río Pulwar desemboca en el Kur (Kyrus). 
(29°56′4″N 52°53′25″E / 29.93444, 52.89028).

## Características
- Material: piedra caliza negra.
- Altura: 216 centímetros.
- Anchura: 158 centímetros.

## Conservación
La escultura se expone de manera permanente en el Instituto Oriental de Chicago, Estados Unidos

## Enlaces wikipédicos
- Imperio Aqueménida
- Dinastía Aqueménida
- Persépolis
- Jerjes I
- Arte de Mesopotamia